# Team Aalborg-Sparekassen Danmark
Team Aalborg-Sparekassen Danmark er et dansk cykelhold, som blev etableret af Aalborg Cykle-Ring. Det blev præsenteret i starten af december 2020 med Sparekassen Vendsyssel som navnesponsor, og kører fra 1. januar 2021 som et DCU Elite Team.
Holdet fik debut den 1. april 2021, da de deltog i DCU licensløbet Easter Road Race.
Fra 2024 består holdet også af dameryttere i A-rækken.

## Holdet

### 2025

#### Herrer
| Trup 2025               | Trup 2025          | Trup 2025                                | Trup 2025 |
| Rytter                  | Fødselsdag         | Seneste hold                             |           |
| ----------------------- | ------------------ | ---------------------------------------- | --------- |
| Thomas Koldkjær Decker  | 27. februar 2000   | Odder Cykel Klub (2020)                  |           |
| Sebastian Ryttersgaard  | 22. december 1999  | BHS-PL Beton Bornholm (2024)             |           |
| Alexandru Ionuț Antoniu | 7. januar 1995     | Aalborg Cykle-Ring (2020)                |           |
| Jonas Sørensen          | 26. september 2001 | Aalborg Cykle-Ring (2022)                |           |
| Nicolai Koldby Andersen | 21. januar 2006    | Team Mascot Workwear (2024)              |           |
| Alfred Grenaae          | 1. juni 2004       | Uno-X Mobility Development (2024)        |           |
| Noah Wulff              | 14. juni 2005      | Team NPV-Carl Ras Roskilde Junior (2023) |           |
| Thor Vangsø Nielsen     | 26. juni 2006      | Kvickly Odder Junior (2024)              |           |
| Lucas Rask Winther      | 10. december 2006  | CeramicSpeed Herning CK Junior (2024)    |           |
| Bastian Maxim           | 20. august 2006    | Kvickly Odder Junior (2024)              |           |
| Johannes Rørby Petersen | 2. marts 2005      | Vifra Kvickly Odder Junior (2023)        |           |
| Anders Nytofte Petersen | 24. juli 2006      | Team Mascot Workwear (2024)              |           |
|                         |                    |                                          |           |
| Kilde: ProCyclingStats  |                    |                                          |           |

#### Sejre
| 1. aug. | Holstebro Tours, 2. etape | DCU licensløb | Noah Wulff |

#### Damer
| Trup 2025                  | Trup 2025          | Trup 2025                    | Trup 2025 |
| Rytter                     | Fødselsdag         | Seneste hold                 |           |
| -------------------------- | ------------------ | ---------------------------- | --------- |
| Fie Vinther Friis-Andersen | 24. september 2003 | Aalborg Cykle-Ring (2023)    |           |
| Anna Damgaard Eriksen      | 18. oktober 1985   | Nordjysk Bicycle Club (2023) |           |
| Sidsel Møller Hvas         | 5. april 1994      | JS.dk (2023)                 |           |
| Line Juul Balle            | 2. januar 2005     | Aalborg Cykle-Ring (2023)    |           |
| Emma Lyngholm              | 18. maj 1995       | Rold Skov Elite (2023)       |           |
| Michelle Hvid Hansen       | 31. marts 2000     | Aalborg Cykle-Ring (2023)    |           |
| Louise Norman Hansen       | 12. februar 1995   | Cykle Klubben Aarhus (2023)  |           |
| Katrine Klinkby Rostbøll   | 28. juli 1999      | Aalborg Cykle-Ring (2024)    |           |
| Mia Sofie Rützou           | 20. juli 1999      | Cykling Odense (2024)        |           |
| Gertrud Riis Madsen        | 25. juli 2004      | Aalborg Cykle-Ring (2023)    |           |
|                            |                    |                              |           |
| Kilde: ProCyclingStats     |                    |                              |           |

##### Sejre
| 27. jun. | Danske mesterskab i enkeltstart for U23 damer | NC | Gertrud Riis Madsen |

### 2024

#### Herrer
| Trup 2024                            | Trup 2024          | Trup 2024                                | Trup 2024 |
| Rytter                               | Fødselsdag         | Seneste hold                             |           |
| ------------------------------------ | ------------------ | ---------------------------------------- | --------- |
| Alexandru Ionuț Antoniu              | 7. januar 1995     | Aalborg Cykle-Ring (2020)                |           |
| Thomas Koldkjær Decker               | 27. februar 2000   | Odder Cykel Klub (2020)                  |           |
| Malte Hellerup                       | 7. april 2004      | Team Mascot Workwear (2022)              |           |
| Jacob Gye Madsen                     | 23. november 1989  | Bache-JS.dk (2021)                       |           |
| Johannes Rørby Petersen              | 2. marts 2005      | Vifra Kvickly Odder Junior (2023)        |           |
| Jonas Sørensen                       | 26. september 2001 | Aalborg Cykle-Ring (2022)                |           |
| Malthe Sand Thomsen                  | 14. marts 2004     | CeramicSpeed Herning CK Elite (2023)     |           |
| Lauge Woer                           | 9. august 2001     | JS.dk (2023)                             |           |
| Noah Wulff                           | 14. juni 2005      | Team NPV-Carl Ras Roskilde Junior (2023) |           |
| Christian Kornum (21. apr.–31. dec.) | 3. august 2003     | Aalborg Mountainbikeklub (2023)          |           |
|                                      |                    |                                          |           |
| Kilde: ProCyclingStats               |                    |                                          |           |

#### Damer
| Trup 2024                                  | Trup 2024          | Trup 2024                     | Trup 2024 |
| Rytter                                     | Fødselsdag         | Seneste hold                  |           |
| ------------------------------------------ | ------------------ | ----------------------------- | --------- |
| Frederikke Asfeldt                         | 14. februar 1999   | JS.dk (2023)                  |           |
| Line Juul Balle                            | 2. januar 2005     | Aalborg Cykle-Ring (2023)     |           |
| Anna Damgaard Eriksen                      | 18. oktober 1985   | Nordjysk Bicycle Club (2023)  |           |
| Fie Vinther Friis-Andersen                 | 24. september 2003 | Aalborg Cykle-Ring (2023)     |           |
| Louise Norman Hansen                       | 12. februar 1995   | Cykle Klubben Aarhus (2023)   |           |
| Michelle Hvid Hansen                       | 31. marts 2000     | Aalborg Cykle-Ring (2023)     |           |
| Sidsel Møller Hvas                         | 5. april 1994      | JS.dk (2023)                  |           |
| Gertrud Riis Madsen                        | 25. juli 2004      | Aalborg Cykle-Ring (2023)     |           |
| Laura Pernille Kragh Nielsen               | 14. oktober 1998   | Cykle Clubben Hjørring (2023) |           |
| Julie Marckmann Sørensen                   | 19. december 2000  | Aalborg Cykle-Ring (2023)     |           |
| Maria Tømmerby Thomsen                     | 26. juli 1995      | Aalborg Cykle-Ring (2023)     |           |
| Katrine Klinkby Rostbøll (5. maj–31. dec.) | 28. juli 1999      |                               |           |
|                                            |                    |                               |           |
| Kilde: ProCyclingStats                     |                    |                               |           |

### 2023
| Trup 2023               | Trup 2023          | Trup 2023                               | Trup 2023 |
| Rytter                  | Fødselsdag         | Seneste hold                            |           |
| ----------------------- | ------------------ | --------------------------------------- | --------- |
| Lukas Lund Sørensen     | 19. februar 2003   | ColoQuick (2022)                        |           |
| Hugo Bruun van Deurs    | 21. juli 2004      | Herning CK Junior Biemme Danmark (2022) |           |
| Alexandru Ionuț Antoniu | 7. januar 1995     | Aalborg Cykle-Ring (2020)               |           |
| Oscar Munk-Olsen        | 6. december 2003   | Vifra Kvickly Odder Junior (2021)       |           |
| Johannes Rom Dahl       | 10. december 1993  | Team OK Kvickly Odder Elite (2020)      |           |
| Jacob Gye Madsen        | 23. november 1989  | Bache-JS.dk (2021)                      |           |
| Malte Hellerup          | 7. april 2004      | Team Mascot Workwear (2022)             |           |
| Kevin Biehl             | 8. januar 2004     | Vifra Kvickly Odder Junior (2022)       |           |
| Jonas Sørensen          | 26. september 2001 | Aalborg Cykle-Ring (2022)               |           |
| Mikkel Kastrup          | 6. november 1999   | Aalborg Cykle-Ring (2022)               |           |
| Thomas Koldkjær Decker  | 27. februar 2000   | Odder Cykel Klub (2020)                 |           |
|                         |                    |                                         |           |
| Kilde: ProCyclingStats  |                    |                                         |           |

### 2022
| Trup 2022                            | Trup 2022          | Trup 2022                                         | Trup 2022 |
| Rytter                               | Fødselsdag         | Seneste hold                                      |           |
| ------------------------------------ | ------------------ | ------------------------------------------------- | --------- |
| William Wisholm                      | 26. maj 1997       | Cykling Odense (2021)                             |           |
| Morten Gadgaard                      | 22. maj 1991       | Christina Jewelry-Kuma p/b Officine Mattio (2017) |           |
| Johannes Rom Dahl                    | 10. december 1993  | Team OK Kvickly Odder Elite (2020)                |           |
| Magnus Lorents Nielsen               | 23. november 2003  | Team Mascot Workwear (2021)                       |           |
| Dennis Lock (1. jan.–31. jul., note) | 17. maj 2002       | Team Mascot Workwear (2020)                       |           |
| Jacob Gye Madsen                     | 23. november 1989  | Bache-JS.dk (2021)                                |           |
| Alexandru Ionuț Antoniu              | 7. januar 1995     | Aalborg Cykle-Ring (2020)                         |           |
| Oscar Munk-Olsen                     | 6. december 2003   | Vifra Kvickly Odder Junior (2021)                 |           |
| Thomas Koldkjær Decker               | 27. februar 2000   | Odder Cykel Klub (2020)                           |           |
| Sebastian Petersen                   | 7. marts 2001      | Bache-JS.dk (2021)                                |           |
| Jonas Sørensen (22. jun.–31. dec.)   | 26. september 2001 | Team Argument Advokatfirma (2021)                 |           |
| Mikkel Kastrup (22. jun.–31. dec.)   | 6. november 1999   | Aalborg Cykle-Ring (2022)                         |           |
|                                      |                    |                                                   |           |
| Kilde: ProCyclingStats               |                    |                                                   |           |

note: Dennis Lock, holdskifte

### 2021
| Trup 2021                   | Trup 2021         | Trup 2021                                         | Trup 2021 |
| Rytter                      | Fødselsdag        | Seneste hold                                      |           |
| --------------------------- | ----------------- | ------------------------------------------------- | --------- |
| Johannes Rom Dahl           | 10. december 1993 | Team OK Kvickly Odder Elite (2020)                |           |
| Thomas Koldkjær Decker      | 27. februar 2000  | Odder Cykel Klub (2020)                           |           |
| Frederik Nybo Eriksen       | 7. marts 2000     | NTT Continental Cycling Team (2020)               |           |
| Morten Gadgaard             | 22. maj 1991      | Christina Jewelry-Kuma p/b Officine Mattio (2017) |           |
| Victor Fanøe Kronbæk        | 30. november 2002 |                                                   |           |
| Martin Lind                 | 9. juli 1990      | Concordia Forsikring-Riwal (2013)                 |           |
| Dennis Lock                 | 17. maj 2002      | Team Mascot Workwear (2020)                       |           |
| Sebastian Ryttersgaard      | 22. december 1999 | Herning CK Elite (2020)                           |           |
| Jacob Christian Vestergaard | 19. oktober 2002  |                                                   |           |
| Søren Vosgerau              | 16. marts 2000    | Odder Cykel Klub (2020)                           |           |
| Alexandru Ionuț Antoniu     | 7. januar 1995    | Aalborg Cykle-Ring (2020)                         |           |
|                             |                   |                                                   |           |
| Kilde: ProCyclingStats      |                   |                                                   |           |

#### Sejr
| 5. jun. | Meldgaardløbet | DCU licensløb | Søren Vosgerau |